# Elfenland
Elfenland — настільна гра німецького стилю, розроблена Аланом Муном і видана компаніями Amigo Spiele німецькою мовою та Rio Grande Games англійською мовою в 1998 році. Elfenland отримала нагороду Spiel des Jahres у 1998 році. 

## Історія
Гра була створена на основі попередньої гри Алана Муна під назвою Elfenroads (випущена White Wind), але оскільки Elfenroads тривала близько чотирьох годин, ігровий процес було спрощено для зменшення часу гри до близько однієї години, що зробило її привабливішою як сімейну гру.

## Ігровий процес
Гра розрахована на 2–6 гравців, причому оптимальна кількість — 4–5 гравців. 
Кожен гравець намагається відвідати якомога більше міст і потім повернутися до свого «рідного міста». 
Рідні міста обираються на початку гри з колоди карт міст і залишаються прихованими протягом всієї гри.
Гра нагадує задачу комівояжера.
Гравці переміщаються за допомогою карт транспорту. 
Ельфи можуть подорожувати на різних транспортних засобах, включаючи візки тролів, ельфійські велосипеди, плоти, велетенських свиней, єдинорогів, драконів та магічні хмари. 
Різні види транспорту краще підходять для різної місцевості, і деякі засоби пересування не можуть перетинати певні типи місцевості взагалі. 
Є лише одна проблема: ви не можете пересуватися по маршруту (за винятком води), якщо на дорозі немає тайла, і лише транспорт, показаний на тайлі, може бути використаний для пересування цією дорогою. Перед тим, як хтось зможе переміщатися, тайли витягуються і розкладаються по ігровій дошці. Ця частина гри вимагає найбільшої стратегії, оскільки гравці намагаються розмістити свої тайли так, щоб створити зручний маршрут для себе і складний для своїх опонентів одночасно.
Крім звичайних тайлів, кожен гравець отримує один проблемний тайл для використання під час гри.
Ці тайли заважають іншим гравцям, змушуючи їх використовувати додаткову карту транспорту в певному місці. 
Крім того, будь-який гравець може просто використати будь-які три карти для проходження будь-якого маршруту, на якому вже є тайл, дозволяючи ігнорувати тип транспорту, показаний на тайлі.
У грі є тонкі стратегії, які змушують інших гравців пересуватися через певні міста. 
Коли інший гравець розміщує транспортний засіб, який вам не підходить, на вашому шляху, вам доводиться шукати обхідні шляхи. 
Усі ці аспекти роблять гру дуже захопливою гонкою, щоб відвідати якомога більше міст, при цьому ніколи не можна бути впевненим у перемозі до останнього раунду.

## Доповнення
До гри Elfenland було випущено доповнення під назвою Elfengold.
Зверніть увагу, що це інше доповнення, ніж оригінальне Elfengold, випущене White Wind.

## Відгуки
Бернхард Фішер з Spieltest похвалив механізми гри та її доступність, але був неоднозначним щодо елементів удачі. Гра також отримала нагороду Spiel des Jahres у 1998 році та посіла третє місце у нагороді Deutscher Spiele Preis у 1998 році.